# Мачуський район
Ма́чуський райо́н — адміністративно-територіальна одиниця в УСРР (потім УРСР), що існувала з березня 1923 року по листопад 1925 року.
Район був створений 7 березня 1923 року у складі Полтавської округи з Мачуської, Площанської (Плосківської) та Старосанжарської волостей Полтавського повіту (загалом 9 сільрад).
Площа району становила 360 квадратних верст. На 7 вересня 1923 року у районі проживали 31 445 осіб.
Мачуський район був розформований 30 листопада 1925 року, а його територія була розподілена між Супрунівським, Решетилівським, Малоперещепинським та Новосанжарським районами Полтавської округи.

## Джерело
- Мачуський район // За ред. А. В. Кудрицького. Полтавщина : Енцикл. довід.. — К. : УЕ, 1992. — С. 1024. — ISBN 5-88500-033-6. — с. 520